# Cvikov
Cvikov (en allemand : Zwickau in Böhmen) est une ville du district de Česká Lípa, dans la région de Liberec, en Tchéquie. Sa population s'élevait à 4 534 habitants en 2025.

## Géographie
Cvikov se trouve à 13 km au nord-est de Česká Lípa, à 30 km à l'ouest de Liberec et à 80 km au nord-nord-est de Prague.

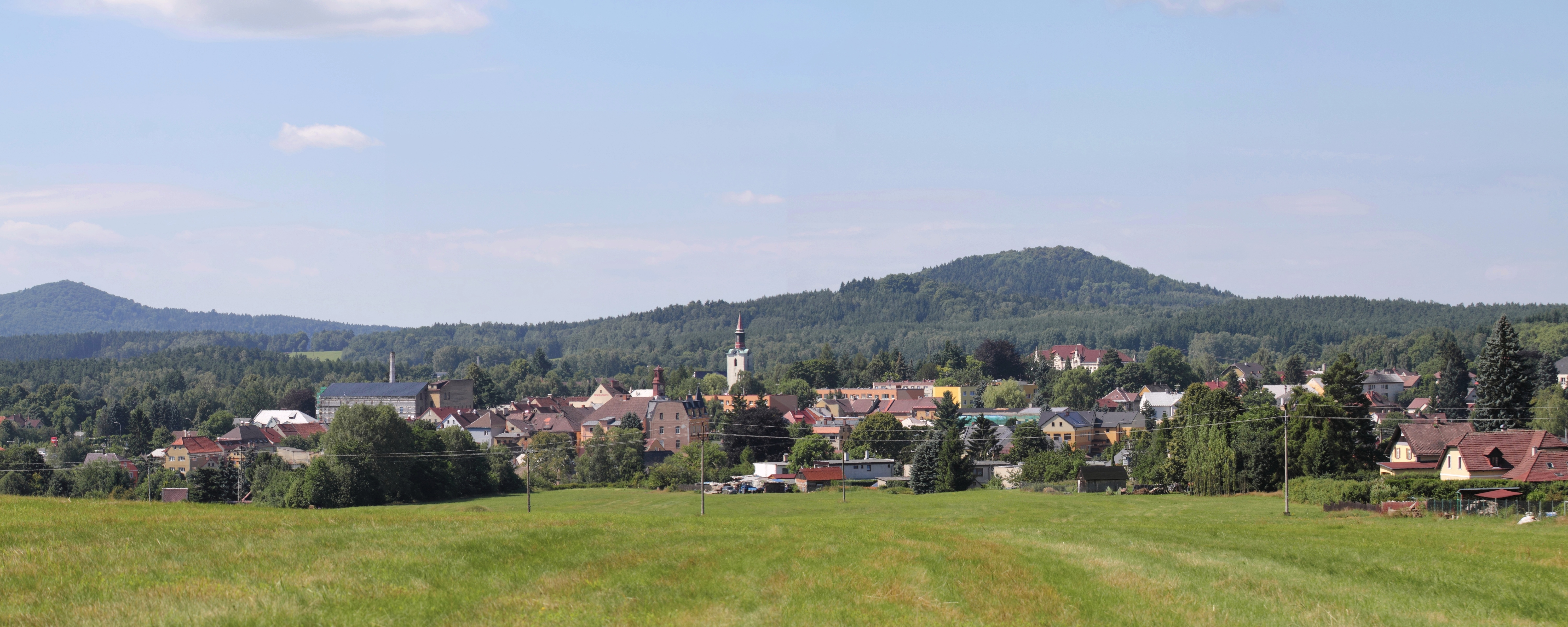
Panorama de Cvikov.

La commune est limitée par Mařenice au nord et au nord-est, par Kunratice u Cvikova et Velký Valtinov à l'est, par Brniště, Velenice et Zákupy au sud, et par Svojkov, Sloup v Čechách, Radvanec et Svor à l'ouest.

## Histoire
La première mention écrite de la localité date de 1346.

## Administration
La commune se compose de huit sections :
- Cvikov I
- Cvikov II
- Drnovec
- Lindava
- Naděje
- Svitava
- Trávník
- Záhořín

## Transports
Par la route, Cvikov se trouve à 8 km de  Nový Bor, à 16,5 km de Česká Lípa, à 35 km de Liberec et à 108 km de Prague.